# O'Kean
O'Kean è un comune degli Stati Uniti d'America, situato in Arkansas, nella contea di Randolph.